# بعديات حقيقية
البعديات الحقيقية (الاسم العلمي: Eumetazoa) هي فرع حيوي يشكل زمرة تجميعية تضم أغلب جموع الحيوانات باستثناء الإسفنجيات، الصفيحيات والعديد من أشكال الحياة الأخرى الغامضة أو المنقرضة. وضع تصنيفها العالم بوشلي سنة 1910 وعدها تحت مملكة في التصنيف العلمي. خصائص البعديات الحقيقية تشمل تنظي الأنسجة الحقيقية في طبقات تبرعم، وجود الخلايا العصبية، والجنين يجعلها تمر عبر مرحلة المعيدة. وعادة ما يحتوي الفرع الحيوي على الأقل من الممشطيات، اللاسعات، وثنائيات التناظر.